# Aubigny (Calvados)
Pour les articles homonymes, voir Aubigny.
Aubigny est une commune française, située dans le département du Calvados en région Normandie, peuplée de 299 habitants (les Albinéens ou Albinéains).

## Géographie
La commune est en campagne de Falaise. Son bourg est à 3 km au nord de Falaise et à 6,5 km au sud de Potigny.
| Saint-Pierre-Canivet | Saint-Pierre-Canivet    | Versainville |
| Saint-Pierre-Canivet | Aubigny                 | Falaise      |
| Noron-l'Abbaye       | Noron-l'Abbaye, Falaise | Falaise      |

### Climat
Pour des articles plus généraux, voir Climat de la Normandie et Climat du Calvados.
En 2010, le climat de la commune est de type climat océanique altéré, selon une étude du CNRS s'appuyant sur une série de données couvrant la période 1971-2000. En 2020, Météo-France publie une typologie des climats de la France métropolitaine dans laquelle la commune est exposée à un climat océanique et est dans la région climatique Normandie (Cotentin, Orne), caractérisée par une pluviométrie relativement élevée (850 mm/a) et un été frais (15,5 °C) et venté. Parallèlement le GIEC normand, un groupe régional d’experts sur le climat, différencie quant à lui, dans une étude de 2020, trois grands types de climats pour la région Normandie, nuancés à une échelle plus fine par les facteurs géographiques locaux. La commune est, selon ce zonage, exposée à un « climat des plateaux abrités », correspondant à la plaine agricole de Caen à Falaise, sous le vent des collines de Normandie et proche de la mer, se caractérisant par une pluviométrie et des contraintes thermiques modérées.
Pour la période 1971-2000, la température annuelle moyenne est de 10,4 °C, avec  une amplitude thermique annuelle de 13,2 °C. Le cumul annuel moyen de précipitations est de 753 mm, avec 12,1 jours de précipitations en janvier et 7,7 jours en juillet. Pour la période 1991-2020, la température moyenne annuelle observée sur la station météorologique la plus proche, située sur la commune de Damblainville à 7 km à vol d'oiseau, est de 11,6 °C et le cumul annuel moyen de précipitations est de 716,8 mm,. Pour l'avenir, les paramètres climatiques de la commune estimés pour 2050 selon différents scénarios d’émission de gaz à effet de serre sont consultables sur un site dédié publié par Météo-France en novembre 2022.

## Urbanisme

### Typologie
Au 1er janvier 2024, Aubigny est catégorisée commune rurale à habitat dispersé, selon la nouvelle grille communale de densité à 7 niveaux définie par l'Insee en 2022.
Elle est située hors unité urbaine. Par ailleurs la commune fait partie de l'aire d'attraction de Caen, dont elle est une commune de la couronne,. Cette aire, qui regroupe 296 communes, est catégorisée dans les aires de 200 000 à moins de 700 000 habitants,.

### Occupation des sols
L'occupation des sols de la commune, telle qu'elle ressort de la base de données européenne d’occupation biophysique des sols Corine Land Cover (CLC), est marquée par l'importance des territoires agricoles (80,8 % en 2018), une proportion sensiblement équivalente à celle de 1990 (80,4 %). La répartition détaillée en 2018 est la suivante : 
terres arables (58,3 %), prairies (22,5 %), forêts (9,3 %), zones urbanisées (7,9 %), zones industrielles ou commerciales et réseaux de communication (2 %). L'évolution de l’occupation des sols de la commune et de ses infrastructures peut être observée sur les différentes représentations cartographiques du territoire : la carte de Cassini (XVIIIe siècle), la carte d'état-major (1820-1866) et les cartes ou photos aériennes de l'IGN pour la période actuelle (1950 à aujourd'hui).

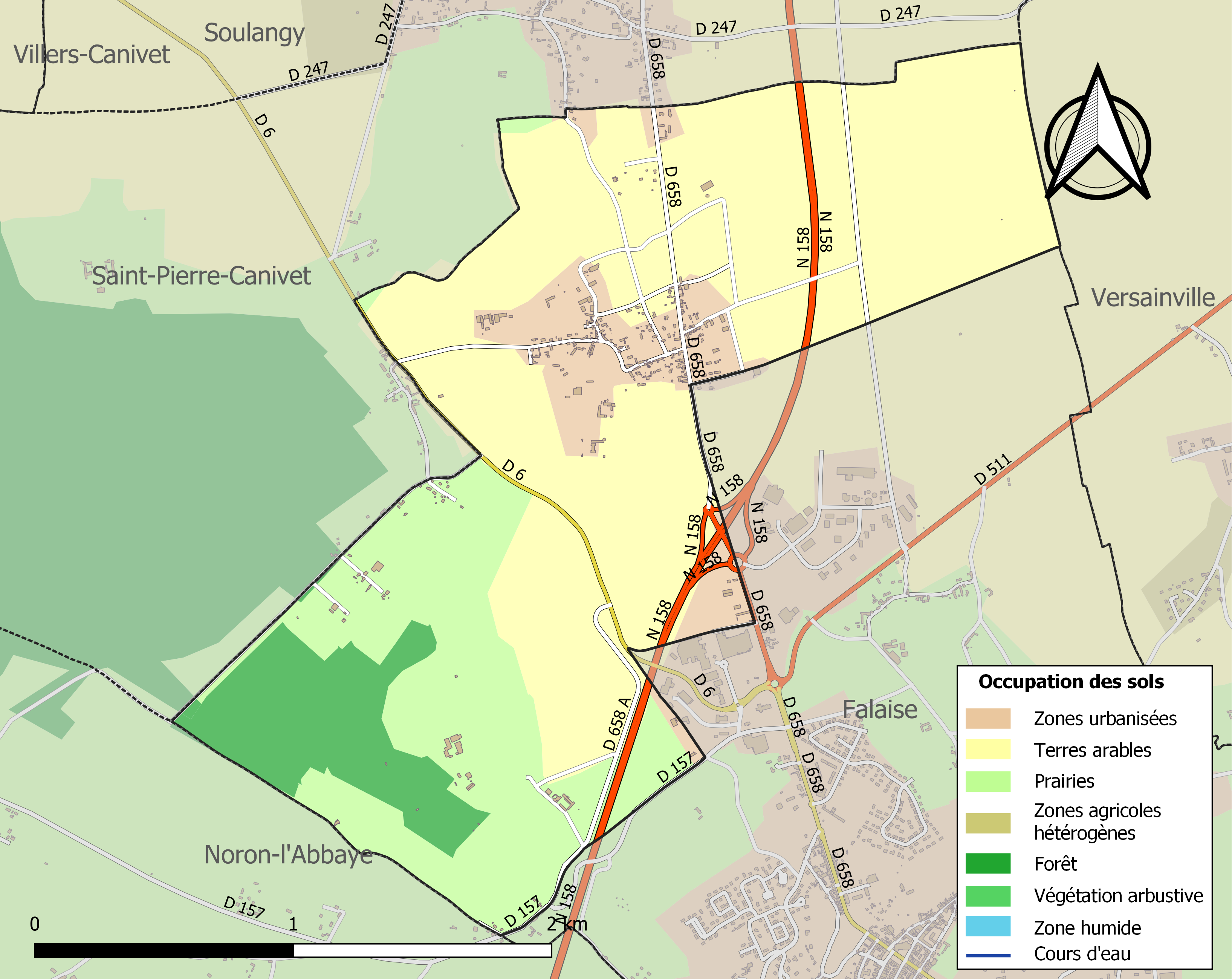
Carte des infrastructures et de l'occupation des sols de la commune en 2018 (CLC).

## Toponymie
Le nom de la localité est attesté sous les formes Albineium en 1108. Il est issu de l'anthroponyme latin ou roman, Albinius, suivi du suffixe -acum,.

## Histoire
Avant la Révolution française (1772), la paroisse faisait partie du diocèse de Séez, archidiaconé de l'Hiesmois ; intendance d'Alençon, élection de Falaise, sergenterie de Thury. Elle était le siège d'un doyenné qui regroupait nombre de paroisses situées à l'ouest de Falaise.
La famille des Morell, seigneurs du lieu, qui ont fait construire le château, ont été marquis d'Assy (à Ouilly-le-Tesson), et ont porté les titres de vicomtes, comtes et marquis d'Aubigny.

## Politique et administration

### Liste des maires
| Période                                  | Période   | Identité           | Étiquette | Qualité   |
| ---------------------------------------- | --------- | ------------------ | --------- | --------- |
| ?                                        | mars 2001 | Jean Gilot         |           |           |
| mars 2001                                | En cours  | Michel Lecapitaine | SE        | Agent EDF |
| Les données manquantes sont à compléter. |           |                    |           |           |

Le conseil municipal est composé de onze membres dont le maire et deux adjoints.

### Jumelages
- Stoke Mandeville (Royaume-Uni).

## Population et société

### Démographie
L'évolution du nombre d'habitants est connue à travers les recensements de la population effectués dans la commune depuis 1793. Pour les communes de moins de 10 000 habitants, une enquête de recensement portant sur toute la population est réalisée tous les cinq ans, les populations de référence des années intermédiaires étant quant à elles estimées par interpolation ou extrapolation. Pour la commune, le premier recensement exhaustif entrant dans le cadre du nouveau dispositif a été réalisé en 2007.
En 2022, la commune comptait 299 habitants, en évolution de −0,33 % par rapport à 2016 (Calvados : +1,58 %, France hors Mayotte : +2,11 %).
Aubigny comptait 172 habitants en 1726 et 452 habitants à son maximum démographique, en 1836.
| 1793 | 1800 | 1806 | 1821 | 1831 | 1836 | 1841 | 1846 | 1851 |
| ---- | ---- | ---- | ---- | ---- | ---- | ---- | ---- | ---- |
| 370  | 366  | 405  | 337  | 367  | 452  | 429  | 423  | 412  |

| 1856 | 1861 | 1866 | 1872 | 1876 | 1881 | 1886 | 1891 | 1896 |
| ---- | ---- | ---- | ---- | ---- | ---- | ---- | ---- | ---- |
| 405  | 400  | 386  | 364  | 384  | 353  | 334  | 337  | 312  |

| 1901 | 1906 | 1911 | 1921 | 1926 | 1931 | 1936 | 1946 | 1954 |
| ---- | ---- | ---- | ---- | ---- | ---- | ---- | ---- | ---- |
| 327  | 303  | 311  | 233  | 231  | 238  | 236  | 333  | 310  |

| 1962 | 1968 | 1975 | 1982 | 1990 | 1999 | 2006 | 2007 | 2012 |
| ---- | ---- | ---- | ---- | ---- | ---- | ---- | ---- | ---- |
| 300  | 318  | 289  | 266  | 295  | 316  | 338  | 341  | 294  |

| 2017 | 2022 | - | - | - | - | - | - | - |
| ---- | ---- | - | - | - | - | - | - | - |
| 308  | 299  | - | - | - | - | - | - | - |

### Manifestations
- Vide-greniers début septembre.

## Culture locale et patrimoine

### Lieux et monuments
- Château d'Aubigny du XVIe siècle, construit pour la famille Morell d'Aubigny, classé Monument historique[27].
- Château de Longpré (XVIe siècle).
- Église Notre-Dame-de-la-Visitation (XVIIIe siècle). Elle abrite six orants représentant des seigneurs de la famille Morell (datant respectivement de 1620 ; 1662 ; 1673 ; 1724 ; 1777 ; et 1786). Ces statues sont classées à titre d'objets aux Monuments historiques[28]. La clôture de chœur est également classée[29].

### Galerie
La famille Morell d'Aubigny dispose d'une série de 6 orants, autrefois au château et aujourd'hui présentés dans le chœur de l'église d'Aubigny, classé M.H. le 25 juillet 1902.

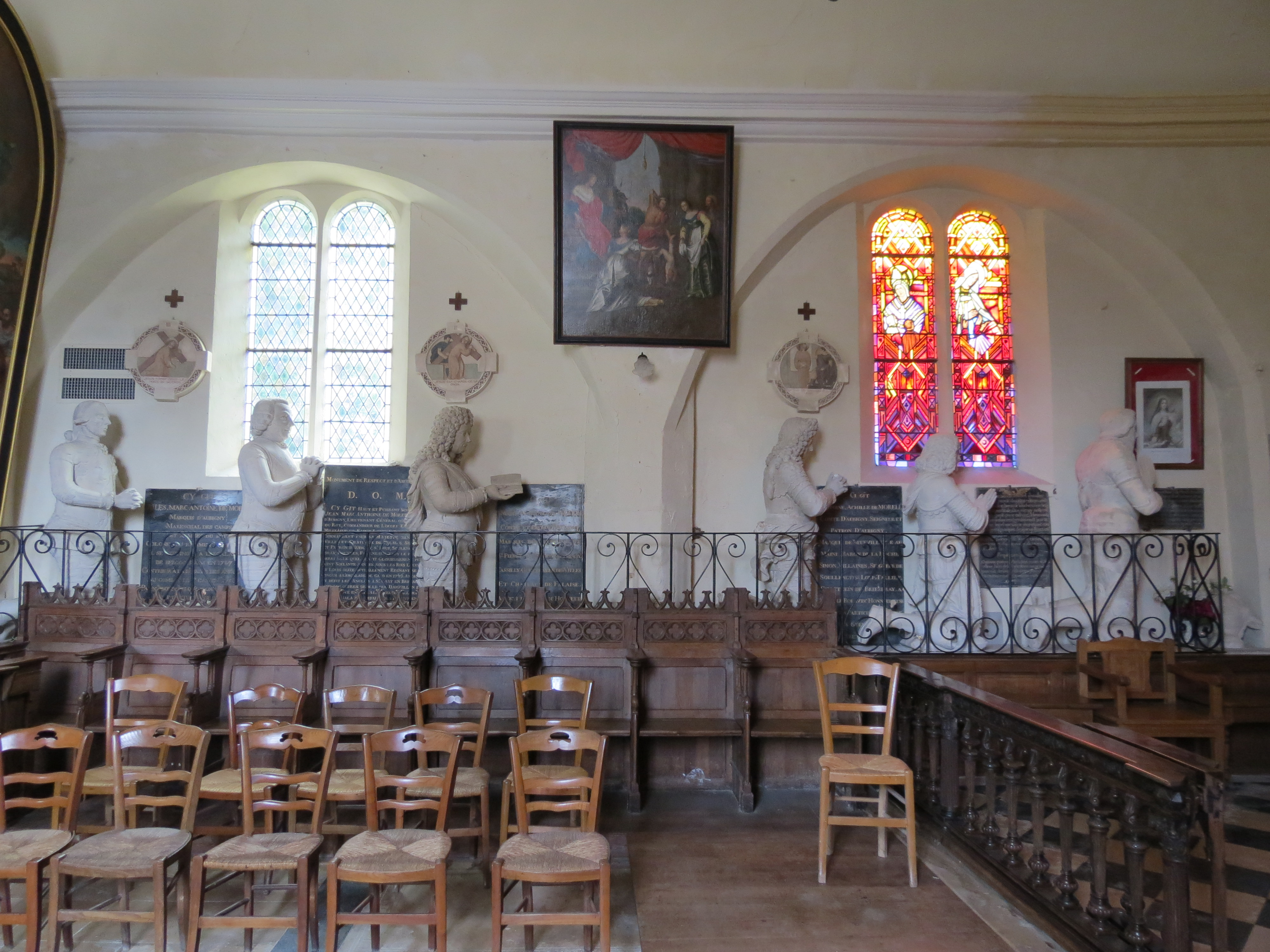
Vue des six orants dans deux enfeus, dans le chœur d'Aubigny
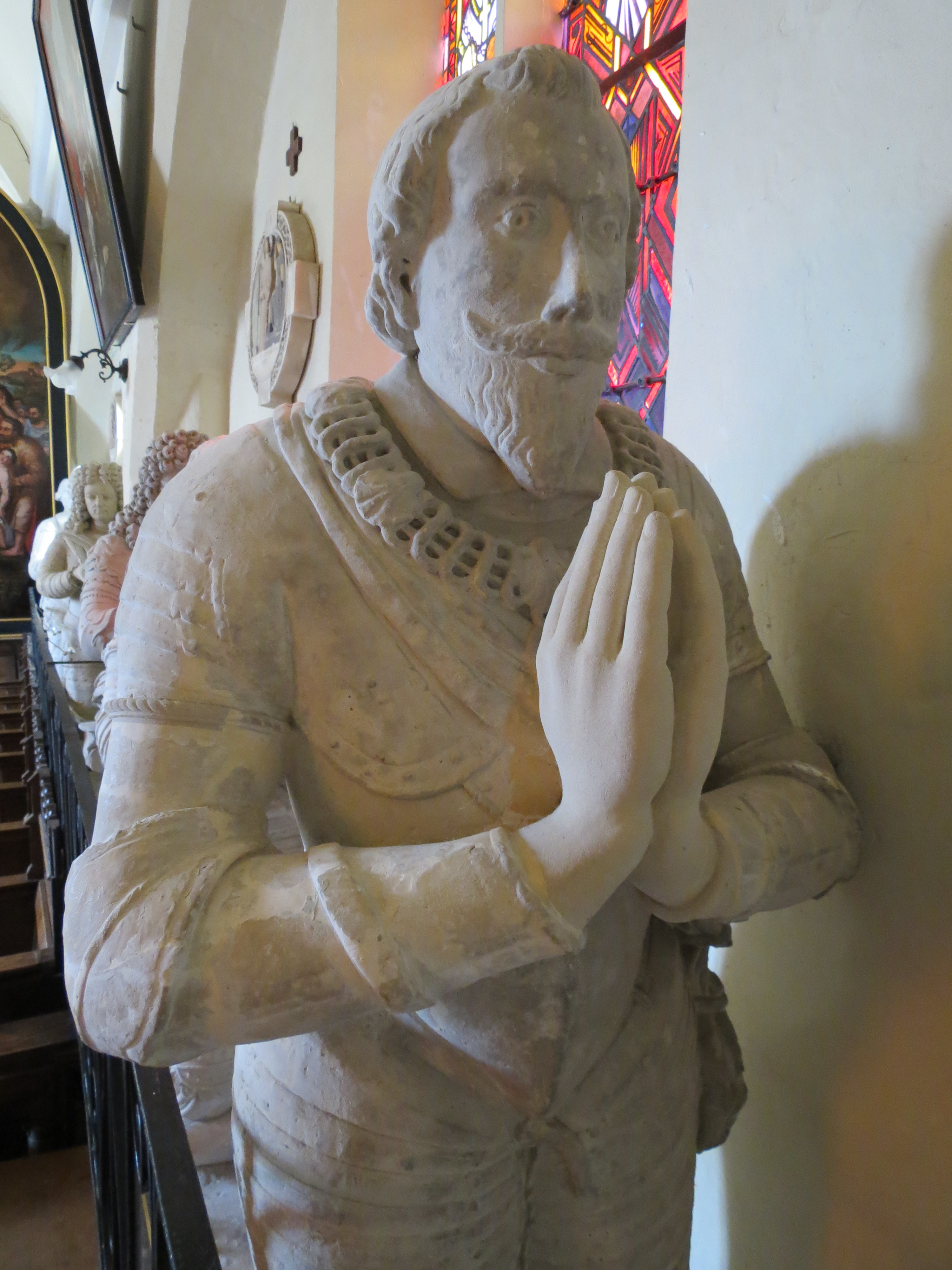
Orant de Raven II de Morell
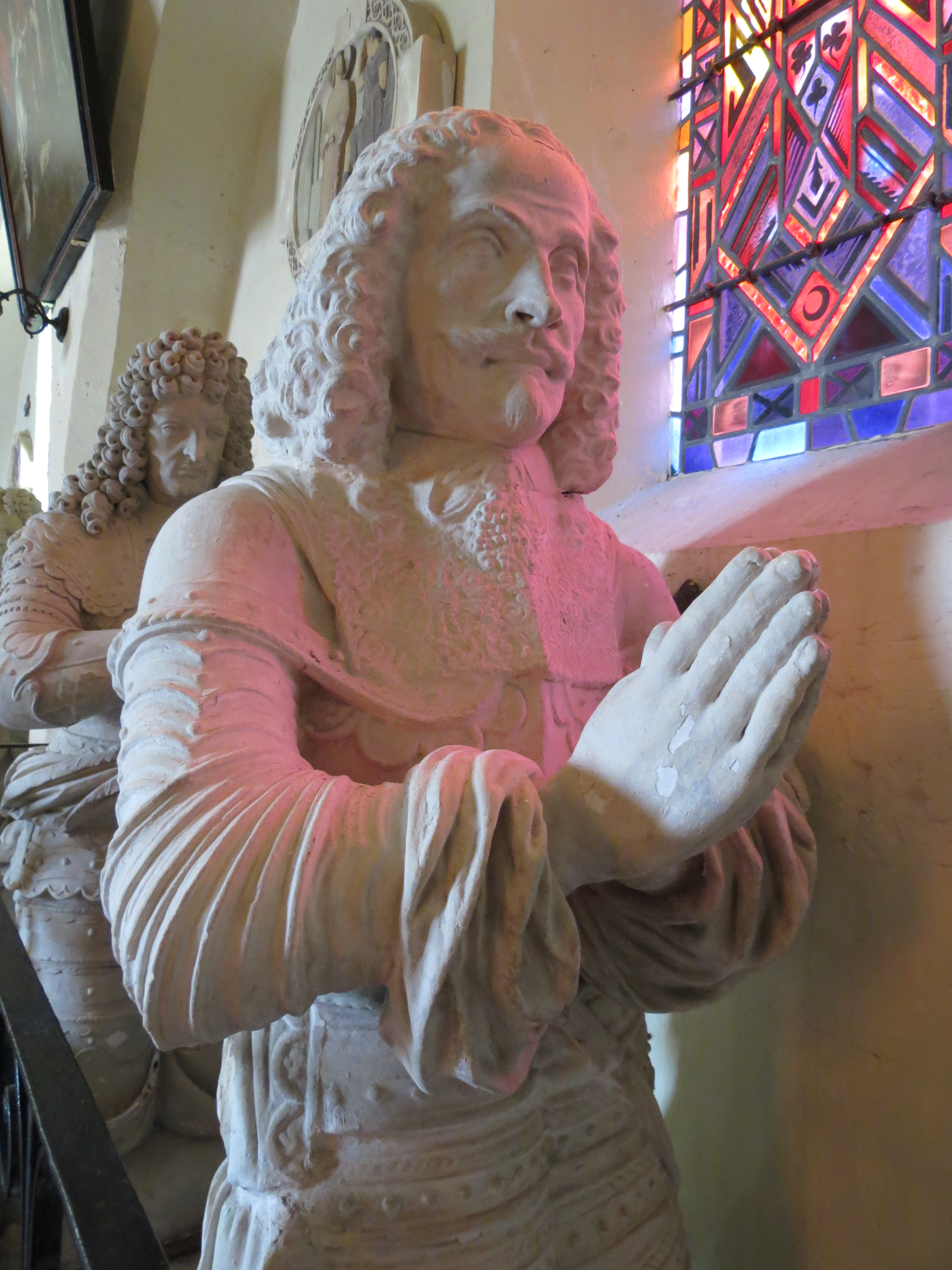
Orant de Brandelis de Morell
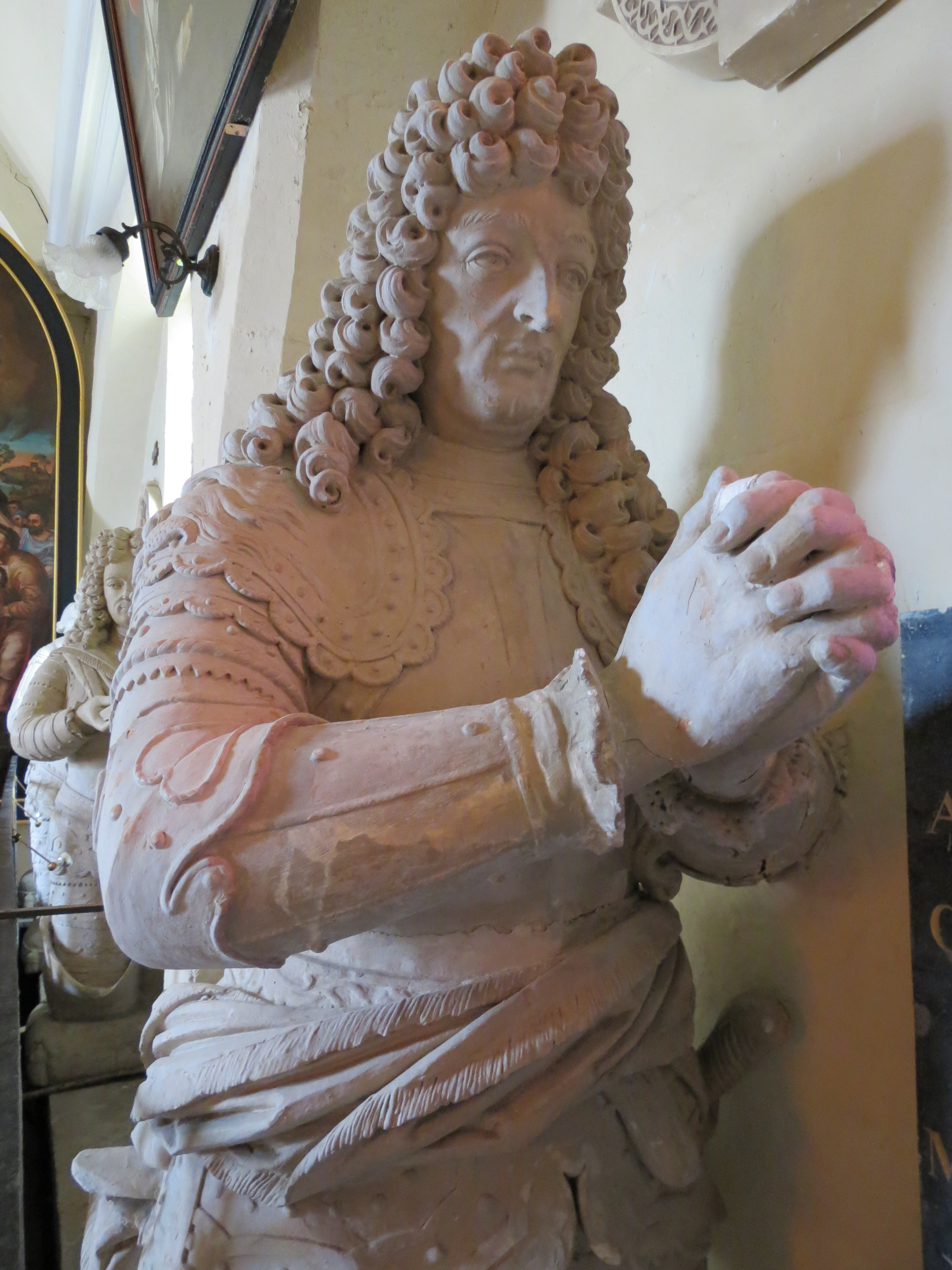
Orant d'Antoine Achille de Morell
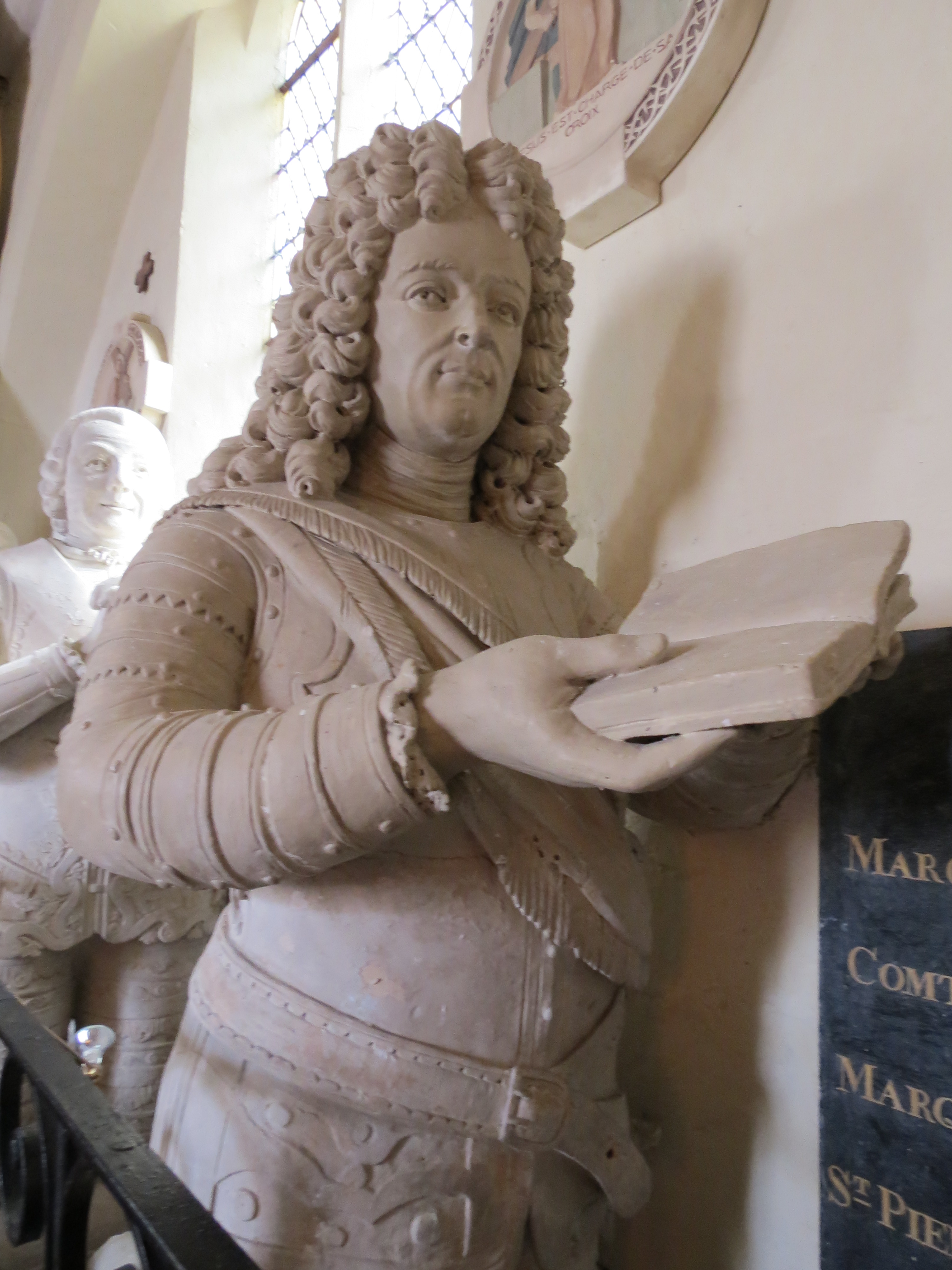
Orant de Marc Antoine de Morell
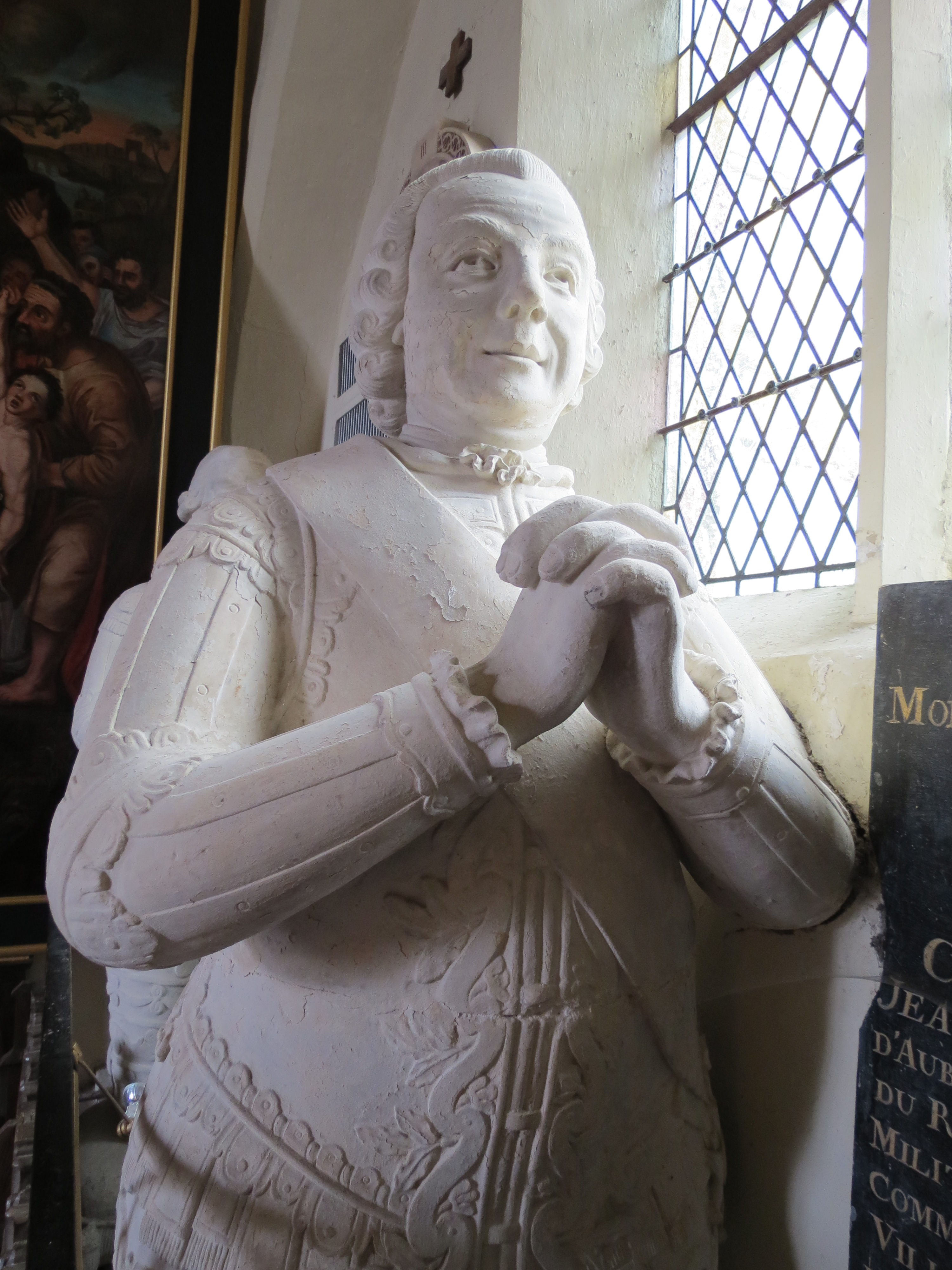
Orant de Jean Marc Antoine de Morell
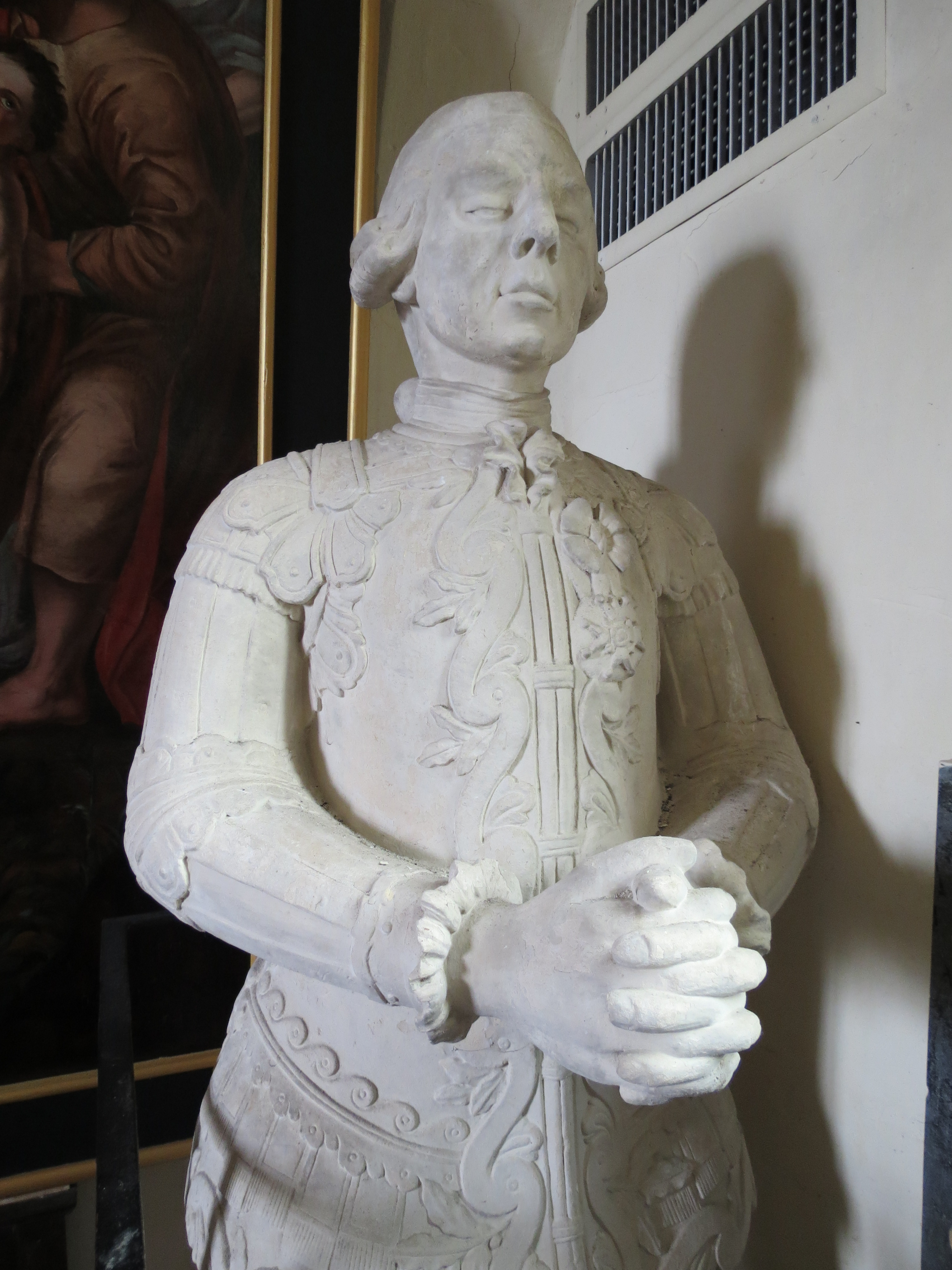
Orant de Jules Marc Antoine de Morell